# Tadeusz Chełmecki
Tadeusz Franciszek Chełmecki (ur. 27 sierpnia 1896 w Szczawnicy, zm. 1940 w Kalininie) – kapitan artylerii rezerwy Wojska Polskiego, komisarz Straży Granicznej II RP, działacz niepodległościowy, ofiara zbrodni katyńskiej.

## Życiorys
Syn Jana i Marii ze Studnickich. Absolwent gimnazjum w Krakowie. Żołnierz 3 plutonu 1 kompanii Legionów Polskich. Ranny. W latach 1918–1921 w Wojsku Polskim, uczestnik wojny polsko-bolszewickiej. Na kapitana został mianowany ze starszeństwem 19 marca 1939 i 20. lokatą w korpusie oficerów rezerwy artylerii. 
Od sierpnia 1928 roku w Straży Granicznej. Przydzielony do Pomorskiego Inspektoratu Okręgowego Służby Granicznej w Czersku. Od 8 sierpnia 1928 został mianowany kierownikiem Komisariatu Sierakowice, Inspektoratu Granicznego Tczew Pomorskiego Inspektoratu Okręgowego. W styczniu 1929 zdał egzamin przed komisją z przepisów obowiązujących w SG. służył m.in. w Kościerzynie (1929) i Gniewie (1931, 1933). W 1935 został członkiem Komisji Dyscyplinarnej przy Wschodnio-Małopolskim IOSG we Lwowie. Od 1937 roku do września 1939 roku oficer wywiadowczy i zastępca naczelnika w Inspektoracie Straży Granicznej w Łomży.
Po agresji ZSRR na Polskę w 1939 roku znalazł się w niewoli radzieckiej w specjalnym obozie NKWD w Ostaszkowie. Zamordowany przez NKWD wiosną 1940 roku w Kalininie jako jedna z ofiar zbrodni katyńskiej. Pochowany w Miednoje.
Ostatnią wiadomość rodzina otrzymała 5 lutego 1940, wynikało z niej że znajduje się na terenie. Rodzina złożyła wniosek w 1949 do Sądu Grodzkiego w Łomży o uznaniu Tadeusza Chełmeckiego zaginionym.
Autor wielu publikacji w Czasopiśmie Straży Granicznej „Czata”.
W 1933 wydał Wspomnienie Rarańczy: (gawędy harcerskie osnute na tle życia legjonowego) II-giej Żelaznej Brygady. Gniew 1933.
Tadeusza Chełmeckiego upamiętniono posadzeniem Dębu Pamięci na ul. Spacerowa 14 w Sierakowicach, drzewo posadzone przez miejscowe Gimnazjum.

## Życie prywatne
W lutym 1920 ożenił się z Marią Amelią Szczygielską. Miał dwie córki (Amelię i Marię) i syna Jaromira

## Awanse
- podkomisarz – 1928
- komisarz – 1936

## Awans pośmiertny i upamiętnienie
18 września 1976 roku Maria Chełmecka, wdowa po Tadeuszu Chełmeckim, dokonała odsłonięcia Pomnika Katyńskiego w Londynie. Została odznaczona Srebrnym Krzyżem Zasługi. Miejsce zamieszkania w akcie nadania podano Anglia, by uniknąć represji aparatu komunistycznego.
26 października 2007 roku Tadeusz Chełmecki został pośmiertnie awansowany na stopień nadkomisarza Straży Granicznej.
W 2009 roku przy Gimnazjum im. Józefa Piłsudskiego na ul. Spacerowej 14 w Sierakowicach posadzono Dąb Pamięci przez miejscowe Gimnazjum, poświęcony Tadeuszowi Chełmeckiemu. Certyfikat nr 000726/004302/WE/2009.

## Ordery i odznaczenia
- Krzyż Niepodległości – 6 czerwca 1931 „za pracę w dziele odzyskania niepodległości”[13]
- Srebrny Krzyż Zasługi
- Medal Pamiątkowy za Wojnę 1918–1921
- Medal Dziesięciolecia Odzyskanej Niepodległości
- Brązowy Medal za Długoletnią Służbę
- Krzyż Legionowy[14]
- Krzyż Kampanii Wrześniowej – 1 stycznia 1986 (pośmiertnie)[15]